# Rohrleitung

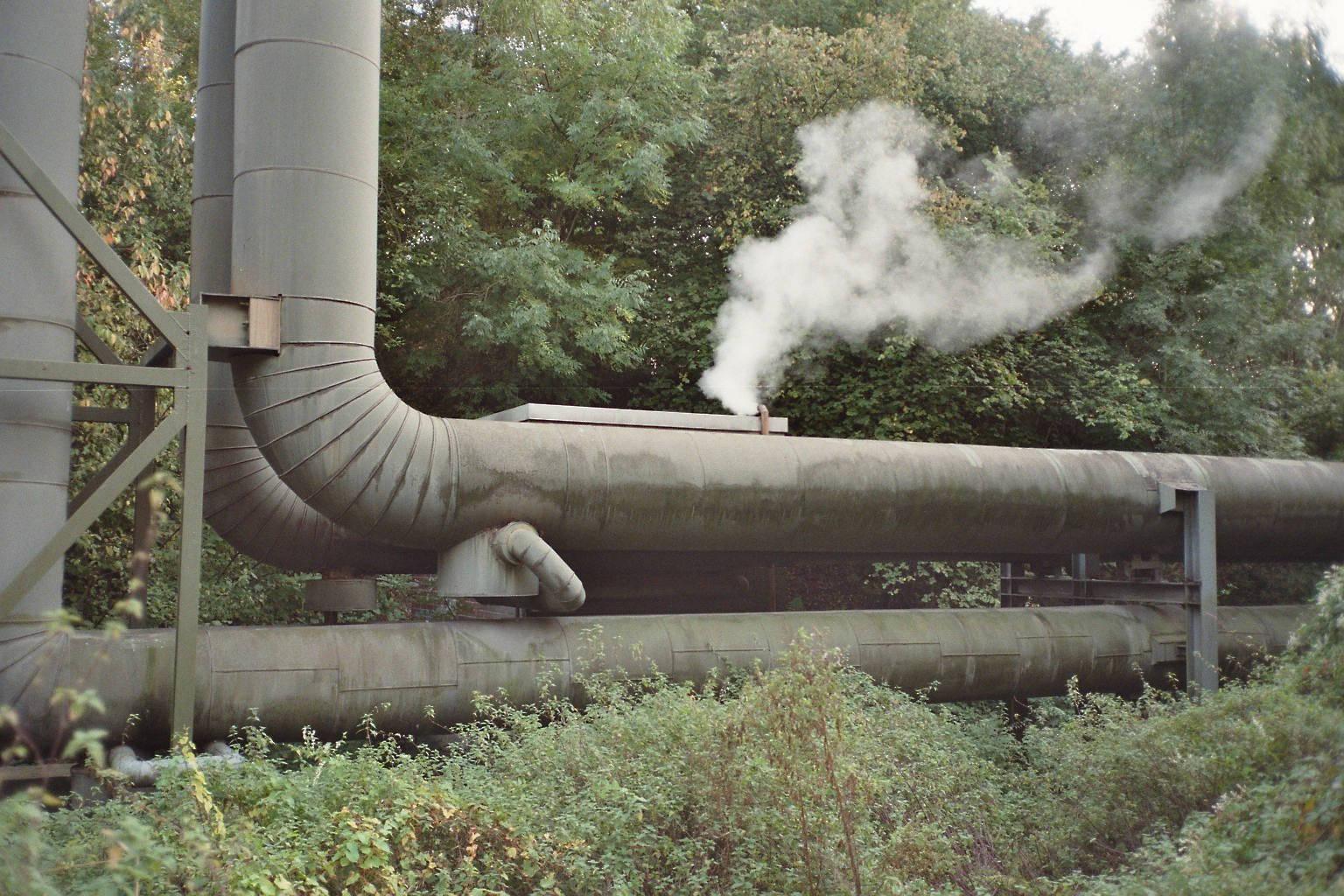
Rohrleitungen in einem Industriebetrieb

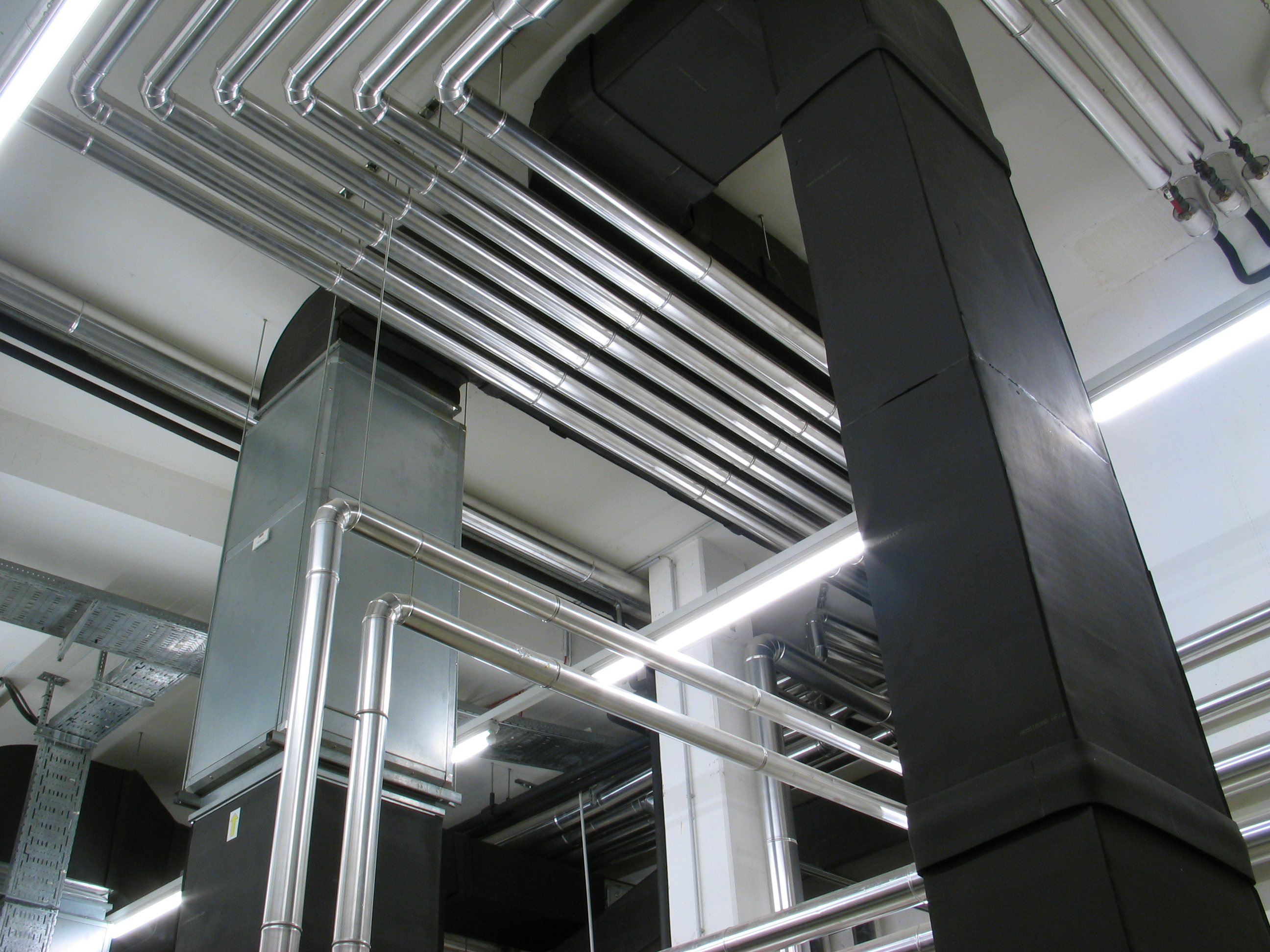
Großteils wärmegedämmte Rohrleitungen in einem Heizungskeller

Rohrleitungen bestehen aus dem Rohr, Rohrverbindungen, Rohrhalterungssystemen, Rohrleitungskennzeichnung, den zugehörigen Armaturen und allenfalls der Dämmung.
Sie dienen dem Transport von Fluiden (Gase und Flüssigkeiten) und riesel- oder pumpfähigen Feststoffen sowie der Übertragung von mechanischer und thermischer Energie.

## Grundlagen

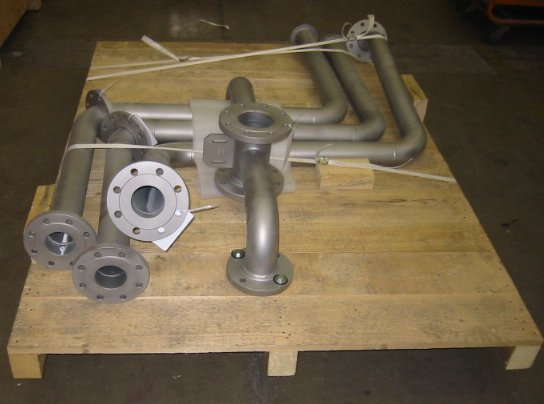
Rohrleitungsteile und Formstücke aus rostfreiem Stahl

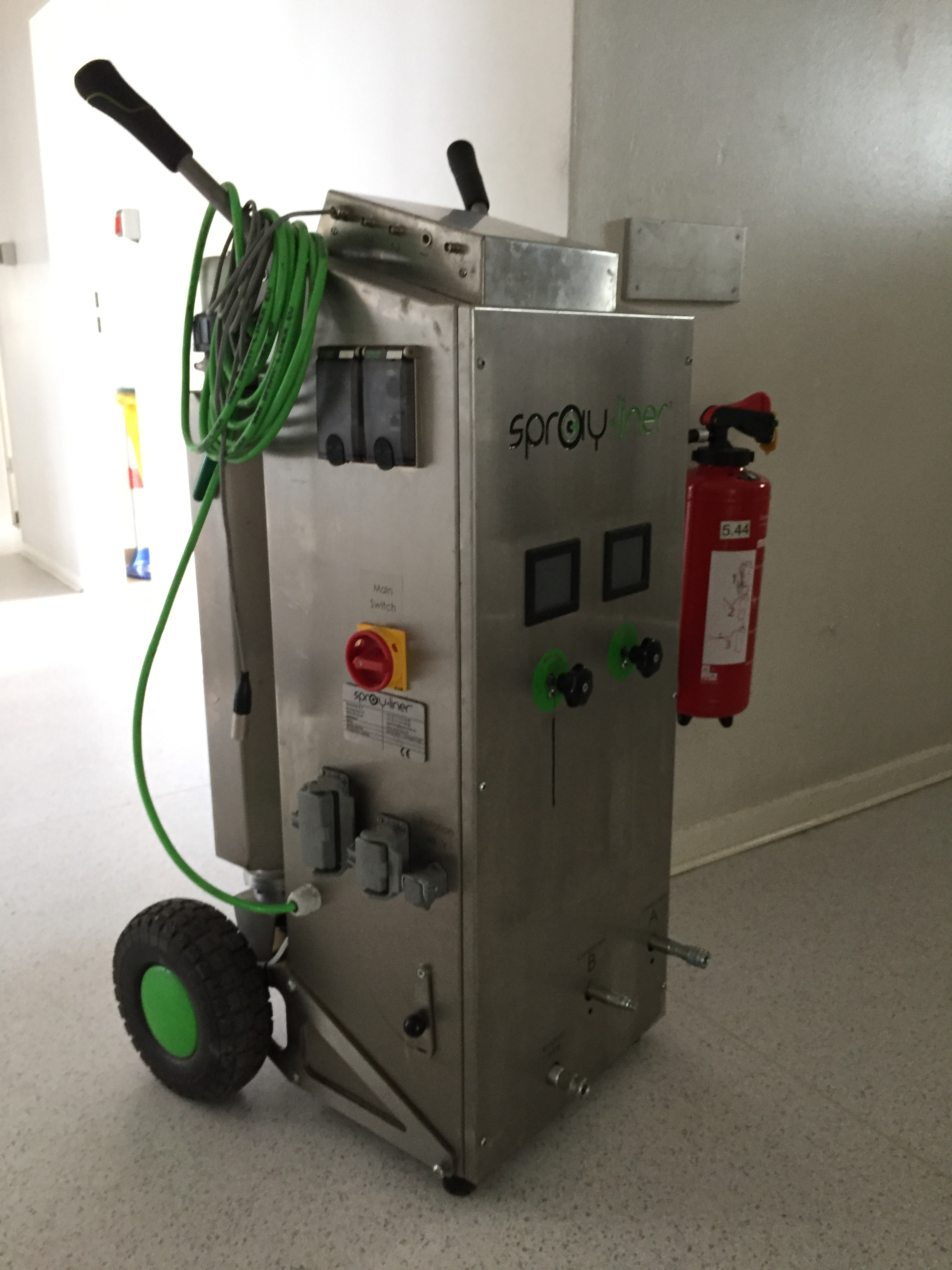
Gerät zur Sanierung von undichten und brüchigen Rohrleitungen durch das Aufsprühen einer Epoxidharz-Innenbeschichtung

Neben dem eigentlichen Rohr setzt sich eine Rohrleitung konstruktiv aus Fittingen, Formstücken, Flanschen, Verschraubungen, Muffen oder anderen Arten der Rohrverbindung zusammen, wie etwa Schweißnähten oder Manschettendichtungen. Manche Verbindungselemente benötigen spezielle Dichtungen.
Besondere Funktionen übernehmen:
- Ausdehnungsstücke (Kompensatoren),
- Rohrarmaturen wie Ventile, Absperrklappen, Absperrschieber, Küken- und Kugelhähne,
- Rohrhalterungssysteme[1] wie Rohrschellen und Trag-Profile zur Rohrunterstützung
- Apparaturen wie Pumpen, Wärmetauscher, Druckbehälter (z. B. Kolonnen) oder Reaktoren (z. B. cracking furnaces oder Reformer)
- Überwachungs-, Meß- und Steuerelemente
- Wärme- oder Kältedämmung

Insbesondere Rohrverbindungen wie Flansche unterliegen in der Regel einer Normung, so dass Verbindungselemente und Rohre verschiedener Hersteller zusammengefügt werden können.
Einzelne Stränge eines Leitungssystems werden durch Strangabsperrventile als Erstabsperrung abgetrennt.
Rohrleitungen werden in der Nennweite (Durchmesser) von wenigen Millimetern bis zu einigen Metern ausgeführt und können im Falle einer Pipeline die Länge von Tausenden von Kilometern erreichen. Die Nenndruckstufen können vom Vakuum bis zu einigen hundert bar reichen. Hydraulikrohre haben Außendurchmesser 4–80 mm und sind für Berechnungsdrücke zwischen 120 und 750 bar ausgelegt (nach EN 13480 für Werkstoff P235TR2).
Die Wahl der Werkstoffe einer Rohrleitung richtet sich nach statischen und dynamischen Belastungen (Druck, Temperatur, chemische Zusammensetzung des Mediums in der jeweiligen Rohrleitung, Verkehrslasten, Erddrücke, Drücke von innen oder außen, Druckstoß), mechanischen Beanspruchungen (beispielsweise Fließgeschwindigkeiten, Geschiebestoffe), korrosiver sowie erosiver Beanspruchung sowie Art und Temperatur des zu transportierenden Mediums.
Bestimmte konstruktive Festlegungen für Rohrleitungen wie Normteile, Nenndruckstufe, Einsatzparameter (Druck- und Temperaturratings), Werkstoffe, Flanschausführungen, Dichtungen, Abzweigskonzepte sowie Armaturenklassen usw. werden in sogenannten Rohrklassen definiert. Oft werden Rohrklassen und Armaturenklassen wegen den höheren Anforderungen getrennt spezifiziert. Je nach Temperatur des zu transportierenden Mediums oder der Umgebungstemperatur kann eine Wärmedämmung, eine Rohrbegleitheizung oder -kühlung, aber auch eine Lecküberwachung der Rohrleitung erforderlich sein. Rohrleitungen mit einem zulässigen inneren Betriebsdruck von über 0,5 bar sind in der europäischen Union gemäß der Druckgeräterichtlinie 97/23/EG die mittlerweile durch die neue revidierte Druckgeräterichtlinie 2014/68/EU ersetzt wurde, ein „Druckgerät“ und dürfen nur in Übereinstimmung mit dieser Richtlinie in Verkehr gebracht werden.

## Historische Rohrleitungen

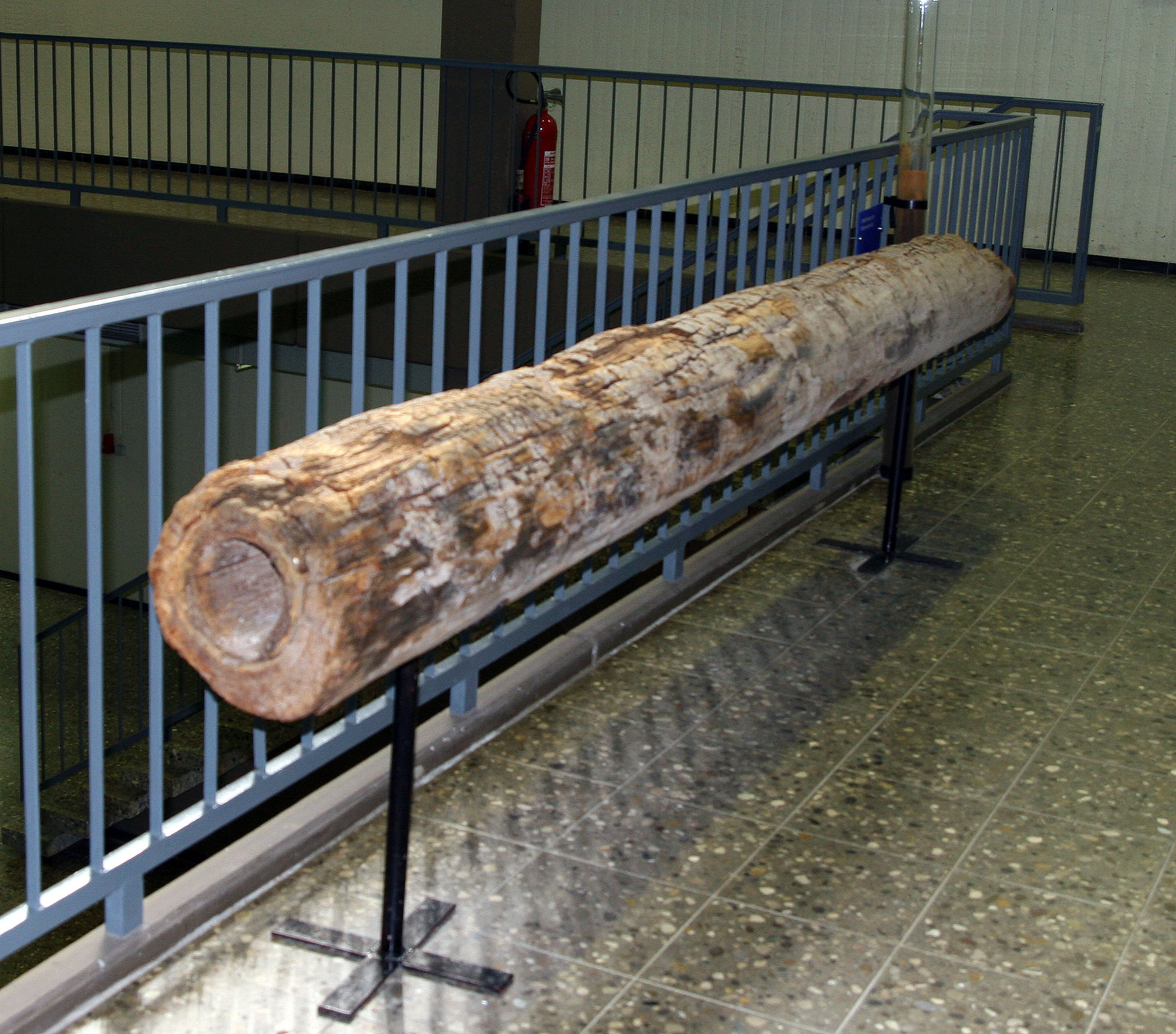
Historische Deichelwasserleitung

Bereits in der Antike wurden Rohrleitungen zur Wasserversorgung verwendet, so bei Pergamon oder in Köln (siehe Eifelwasserleitung). Sie waren meist Bestandteil von Aquädukten, um als Druckleitungen Höhenunterschiede zu überwinden. Ein Beispiel einer gusseisernen Druckrohrleitung (Siphon) aus dem Mittelalter ist der Tiergartentunnel Blankenheim.
Im Lahn-Dill-Gebiet hat die Produktion von gusseisernen Rohren eine lange Tradition. Neben Kanonenrohren stellte man in den mittelalterlichen Hüttenwerken und Gießereien gusseiserne Röhren für die Wasserversorgung von Burgen, Schlössern und Lustgärten (sog. Wasserkünsten) her. Das älteste erhaltene, im Lahn-Dill-Gebiet hergestellte gusseiserne Rohr, stammt von der im Jahre 1455 verlegten Wasserleitung für die Burg/Schloss Dillenburg. Auch die für die Wasserversorgung der Burg Braunfels verlegte man 1661 eine gusseiserne Druckwasserleitung.
Historische Wasserleitungsrohre aus Holz werden als Deichel oder Teuchel bezeichnet. Zur Herstellung von Wasserleitungen wurden ausgebohrte Baumstämme aneinandergefügt. Deichelwasserleitungen waren vielerorts noch im 20. Jahrhundert in Betrieb.
Im Jahr 1898 wurden in Deutschland flächendeckend Wasserleitungen (aus Stahl) verlegt, wobei Rohre mit Anschlüssen an alle Häuser angebracht wurden. Im Gegensatz zu heutigen spezialisierten Herstellern, die sich auf die Produktion von Fittings und Rohren für verschiedene Anwendungen konzentrieren, übernahmen damals Handwerksbetriebe wie Huf- und Wagenschmiede eine zentrale Rolle in der Lieferkette für Wasserleitungsinfrastrukturen.

## Planungsunterlagen
Bei der Konstruktion, Planung und dem Bau von Druck-Rohrleitungen in Großanlagen wie Kraftwerken, Raffinerien und Produktionsstätten der chemischen Industrie laufen die einzelnen Planungsschritte mit der Erstellung der folgenden Planungsmittel ab:
- Das Grundfließbild
- Das Verfahrensfließbild
- Das Rohrleitungs- und Instrumentierungsfließbild
- Der Aufstellungs- und der Rohrleitungsplan bei einer zweidimensionalen Planung der Rohrleitung
- Der Erstellung eines 3D-Modell mit Hilfe einer 3D Planungssoftware mit angeschlossener Datenbank (z. B. E3D von Aveva oder Smart Plant 3D von Intergraph)
- Der Spezifikation und Erstellung der Rohrklassen mit genormten Teilen sowie die Spezifikation nicht genormter Sonderteile
- Der Festigkeitsberechnung der Einzelteile einer Rohrklasse nach Regelwerken (z. B. DIN EN 13480 oder ASME B31.3 oder GOST 32388) mit Berechnungssoftware (z. B. DIMy, PROBAD, Compress, FERO, Sant’Ambrogio)
- Rohrsystemanalyse unter Einbeziehung von statischen und dynamischen Lastfällen entsprechend Regelwerken zum Nachweis der Systemlasten, Spannungsanalyse, Nachweis der Anschlusslasten an statische und rotierende Anlagenteile sowie Ermittlung der Halterungslasten (CAESAR II von Intergraph, ROHR2 von Sigma, Autopipe, CAEpipe, START Prof)
- Das MTO (Material Take Off) zur Ermittlung der Gesamtmasse aller zur Erstellung der Anlage benötigten Einzelteile
- Die Rohrleitungsisometrie mit den zugehörigen Stücklisten
- Die Rohrleitungsauslegungsliste
- Weitere Prüfpläne und Qualitätssicherungspläne
- Schweiß- oder Fügeanweisungen

Mit Hilfe dieser Planungsunterlagen ist es möglich, ein von Rohrleitungen bestimmtes Gebilde, wie beispielsweise ein Großkraftwerk, zu planen und zu bauen.

## Auslegung
Die mechanische Auslegung von Rohrleitungen erfolgt ab einem gewissen Druck / Temperatur / Medium oder Nennweite nach Regelwerken, die national durch Gesetze oder Richtlinien geregelt sind. Neben der mechanischen Auslegung wird davor eine Fluidmechanische Auslegung zur Bestimmung des wirtschaftlichen Rohrinnendurchmessers, je nach verfahrenstechnischen Vorgaben durchgeführt.
Die mechanische Auslegung erfolgt in der Regel nach folgenden Schritten:
- Auswahl des Werkstoffs je nach erwarteter statischer bzw. dynamischer mechanischer, korrosiver / erosiver Beanspruchung, Temperatur oder Art des Mediums
- Bestimmung der Wanddicke der Rohrleitungskomponenten entsprechend dem definierten Berechnungsdruckes / -temperatur nach Regelwerken (z. B .EN 13480, ASME B31.3 etc.)
- Nach erfolgter Planung der Rohrleitungstrassierung im 3D-Modell oder Planung des Verlaufs mittels Isometrieen nach Verlegerichtlinien (Spannweiten, Dehnungsausgleich) wird je nach Kritikalität (z. B. Kategorie entsprechend Druckgeräterichtlinie 2014/68/EU) der Rohrleitung eine regelwerksbasierte Rohrsystemanalyse durchgeführt.
- Statischer / dynamischer Nachweis der Rohrleitungshalterungen oder Sekundärstahlbaus – je nach Anforderung nach guter Ingenierurspraxis oder nach Regelwerken (z. B. EN 13480-3 und Eurocode 3)
- Bei Rohrleitungen, die durch eine gewisse Anzahl von Druckwechseln beansprucht werden, muss eine Ermüdungsanalyse nach Regelwerk (z. B. nach EN 13480-3 / EN 13445-3) erbracht werden.
- Bei Rohrleitungen die durch dynamische Lasten (Pulsation durch Kolbenpumpen, Erdbeben, Druckstoß) kann je nach Kritikalität eine strukturdynamische Analyse des Systems notwendig werden

In der europäischen Union müssen die technischen Unterlagen ab einer gewissen Kategorie entsprechend der Druckgeräterichtlinie einer benannten Stelle (notified Body) zur Entwurfsprüfung eingereicht werden.

### Rohrklasse
Zu Beginn der Planung wird eine Spezifikation erstellt, die in diesem Fall Rohrklasse genannt wird. Sie ist für die Auswahl der Rohrleitungskomponenten entscheidend und bestimmt sich in der Regel nach folgenden Auslegungsbedingungen:
- Medium
- Temperatur
- Druck
- Massendurchsatz
- Wirtschaftlichkeit
- Ersatzteilverfügbarkeit

### Nennweite
Abhängig vom gewünschten Massenstrom und dem maximal akzeptierten Druckverlust (bei maximal vorgesehener Strömungsgeschwindigkeit) wird ein bestimmter Rohrquerschnitt errechnet. Bei der Auswahl des Rohres wird der berechnete bzw. – falls nicht standardmäßig vorhanden – der nächsthöhere Nenninnendurchmesser gewählt. Nenndurchmesser sind eine normierte – und optimierte – Stufung von Rohrinnendurchmessern, um die Variantenvielfalt der eingesetzten Rohre zu minimieren.
Der Druckverlust ist ein wesentliches Kriterium für die Auslegung einer Rohrleitung. Der Druckverlustwert reagiert sehr empfindlich auf Änderungen des Rohrleitungsinnendurchmessers. Der Strömungsdruckverlust einer Rohrleitung ändert sich bei gegebenem Durchsatz mit der vierten Potenz des Durchmessers.
Die wirtschaftliche Abmessung mit minimalen Kosten ist erreicht, wenn die folgenden Eigenschaften optimal ausgeglichen sind. So ergeben sich aus einer größeren Abmessung sowohl
- Vorteile
  - geringerer Druckverlust,
  - geringeres Strömungsgeräusch,
  - größere Spannweite der Rohrbefestigung (weniger Befestigungsbohrungen),
  - geringerer Energieaufwand des Rohrleitungstransportes als auch

- Nachteile
  - gegebenenfalls größerer Wärmeverlust,
  - höhere Investitionskosten,
  - größerer Platzbedarf,
  - größere Masse (Gewicht),
  - geringere Flexibilität (z. B. Elastizitätsmodul und Festigkeit bei Kunststoffrohren),
  - höhere Kräfte aus Dehnungen durch Temperatur.

### Strömungsgeschwindigkeit
Um den Druckverlust durch Rohrreibung, lokale Druckstöße und Fließgeräusche zu beschränken und Kavitation bei Flüssigkeiten zu vermeiden, sollten bestimmte Strömungsgeschwindigkeit in Rohrleitungen nicht überschritten werden.
| Richtwerte Strömungsgeschwindigkeiten Öl-, Wasser-, Dampf- und Gasleitungen |               |             |
| Öl |               | Quelle      |
| Schweröl, beheizt, Druckleitungen | 1 – 2 m/s     | Steinmüller |
| Schweröl, beheizt, Saugleitungen | 0,5 – 1 m/s   | Steinmüller |
| Schmieröl | 0,5 – 1 m/s   | Dubbel      |
| Benzin, Kerosin: DN 25 | 5 m/s *       | Steinmüller |
| Benzin, Kerosin: DN 100 | 2,5 m/s *     | Steinmüller |
| Benzin, Kerosin: DN 200 | 1,8 m/s *     | Steinmüller |
| Wasser |               | Quelle      |
| Saugleitungen, je nach Länge und Temperatur | 0,5 – 2,0 m/s | Steinmüller |
| Saugleitungen von Kreiselpumpen | 1,0 – 1,5 m/s | Dubbel      |
| Saugleitungen von Kolbenpumpen | 0,8 – 1,0 m/s | Dubbel      |
| Druckleitungen, bei ständigem Betrieb | 1,5 – 5,0 m/s | Steinmüller |
| Druckleitungen, bei Not oder Umgehungsbetrieb | 4,0 m/s       | Steinmüller |
| Druckleitungen bei Korrosionsgefahr durch O2 | 5,0 m/s       | Steinmüller |
| Druckleitungen von Kreiselpumpen | 2,5 – 3,0 m/s | Dubbel      |
| Druckleitungen von Kolbenpumpen | 1,0 – 2,0 m/s | Dubbel      |
| Gebrauchswasserleitungen | 4,0 – 6,0 m/s | Steinmüller |
| Kühlwasserleitungen | 1,5 – 2,5 m/s | Steinmüller |
| Kondensatleitungen | 1,0 – 2,0 m/s | Steinmüller |
| Dampf |               | Quelle      |
| Sattdampf für Fabrikationsleitungen | 25 – 30 m/s   | Steinmüller |
| Heißdampf, 40 bar im Kraftwerk | 30 – 40 m/s   | Steinmüller |
| Heißdampf, 80 bar im Kraftwerk | 16 – 22 m/s   | Steinmüller |
| Heißdampf, 120 bar im Kraftwerk | 15 – 20 m/s   | Steinmüller |
| (für kurze Leitungen bis zu 50 % höhere Werte) |               | Steinmüller |
| Frischdampfleitungen großer Kesseleinheiten | 40 – 60 m/s   | Steinmüller |
| Turbinen, Heißdampf, kleine Leistung | 35 m/s        | Dubbel      |
| Turbinen, Heißdampf, mittlere Leistung | 40 – 50 m/s   | Dubbel      |
| Turbinen, Heißdampf, große Leistung | 50 – 70 m/s   | Dubbel      |
| Turbinen, Sattdampf | 25 m/s        | Dubbel      |
| Turbinen, Abdampf | 15 – 25 m/s   | Dubbel      |
| Kolbendampfmaschinen, Heißdampf | 40 – 50 m/s   | Dubbel      |
| Kolbendampfmaschinen, Sattdampf | 25 – 30 m/s   | Dubbel      |
| Gas |               | Quelle      |
| Niederdruck, lange Leitungen | 5 – 10 m/s    | Steinmüller |
| Hochdruck, kurze Leitungen | 20 – 30 m/s   | Steinmüller |
| * Richtwert zur Vermeidung elektrostatischer Aufladung bei leichtentzündlichen Mineralölprodukten Quellen: - Dubbel = DUBBELs Taschenbuch für den Maschinenbau; Band 1; 1956 - Steinmüller = STEINMÜLLER Taschenbuch Rohrleitungstechnik; 1988 |               |             |

| Richtwerte Strömungsgeschwindigkeiten Luftleitungen und -kanäle |                  |               |             |
| Luft | Aufenthaltsräume | Industrie     | Quelle      |
| Druckluft in Betriebsnetzen |                  | 2 – 10 m/s    | Steinmüller |
| Warmluft zu Heizzwecken |                  | 0,8 – 1,0 m/s | Steinmüller |
| Kolbenverdichter, Saugleitung |                  | 16 – 20 m/s   | Dubbel      |
| Kolbenverdichter, Druckleitung |                  | 25 – 30 m/s   | Dubbel      |
| Turboverdichter, Saug- und Druckleitung |                  | 20 – 25 m/s   | Dubbel      |
| Außenluftgitter | 2 – 3 m/s        | 4 – 6 m/s     | Bosy        |
| Hauptkanäle | 4 – 8 m/s        | 8 – 12 m/s    | Bosy        |
| Abzweigkanäle | 3 – 5 m/s        | 5 – 8 m/s     | Bosy        |
| Abluftgitter | 1,5 – 2,5 m/s    | 3 – 4 m/s     | Bosy        |
| Quellen: - Dubbel = DUBBELs Taschenbuch für den Maschinenbau; Band 1; 1956 - Steinmüller = STEINMÜLLER Taschenbuch Rohrleitungstechnik; 1988 - Bosy = Richtwerte für die Wahl der Geschwindigkeiten, nach zulässigem Geräuschpegel und Druckverlust |                  |               |             |

Ausschlaggebend für die Dimensionierung ist die wirtschaftliche Geschwindigkeit. Sie ergibt sich aus dem Optimum der Summe aus den Investitionskosten für die Rohrleitung, den Investitionskosten der Maschinenanlage (Pumpen, Verdichter) und den Energie- und Wartungskosten über die gesamte Betriebszeit.
Neben Eigenschaften des Mediums, Rohrprofil, -verlauf und Oberfläche der Rohrwandung ist die Strömungsgeschwindigkeit entscheidend für die Ausbildung einer laminaren oder turbulenten Strömung.

### Nenndruck
Für die Rohrleitungskomponenten gibt es viele für die Hersteller verpflichtende Normen. Die Ermittlung der notwendigen Wandstärke (nach der Kesselformel) ist in diesen Normen berücksichtigt.
Für die Planung muss ein Nenndruck gewählt werden, der natürlich immer über dem maximal auftretenden Betriebsdruck sein muss. Hohe Betriebstemperaturen müssen berücksichtigt werden, weil hierdurch die Materialfestigkeit herabsetzt wird. So kann die Erhöhung des Nenndruckes um ein oder mehrere Stufen notwendig sein.

### Materialwahl
Neben der mechanischen Auslegung erfolgt auch die Auswahl nach der chemischen und rheologischen Beständigkeit, wobei beide Kriterien gemeinsam dann den Werkstoff und die Geometrie bestimmen.

## Rohrleitungen für Feststoffe

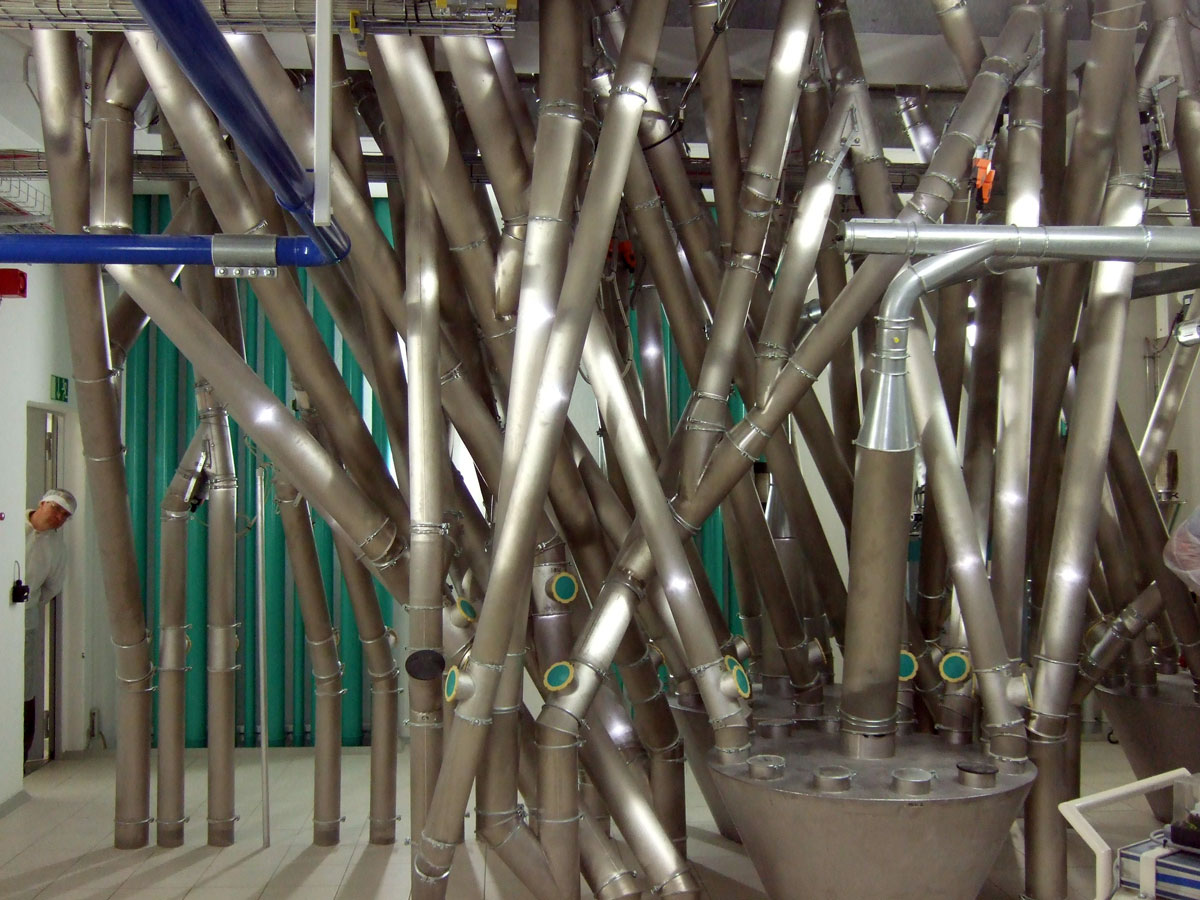
Rohrboden in einer modernen Getreidemühle

Rohrleitungen für Feststoffe (z. B. Granulate, Mehl, Stäube) werden oftmals als Schurre bezeichnet. Man findet sie zum Beispiel in der Zementindustrie oder in Mühlen für Getreide. Sie zeichnen sich durch große Radien bei Richtungsänderungen aus, die zugehörigen Rohrbögen sind oftmals aus einem besonders verschleißfesten Material bis hin zu künstlichem Basalt ausgeführt.
Weiterhin können sich Feststoffe während des normalen Betriebes im Inneren von Rohrleitungen ablagern. Diese Ablagerungen können zur Blockade der Strömung bis hin zu einer Verstopfung der Leitung führen und müssen daher regelmäßig durch eine Rohrreinigung beseitigt werden.

## Betrieb und Sicherheit

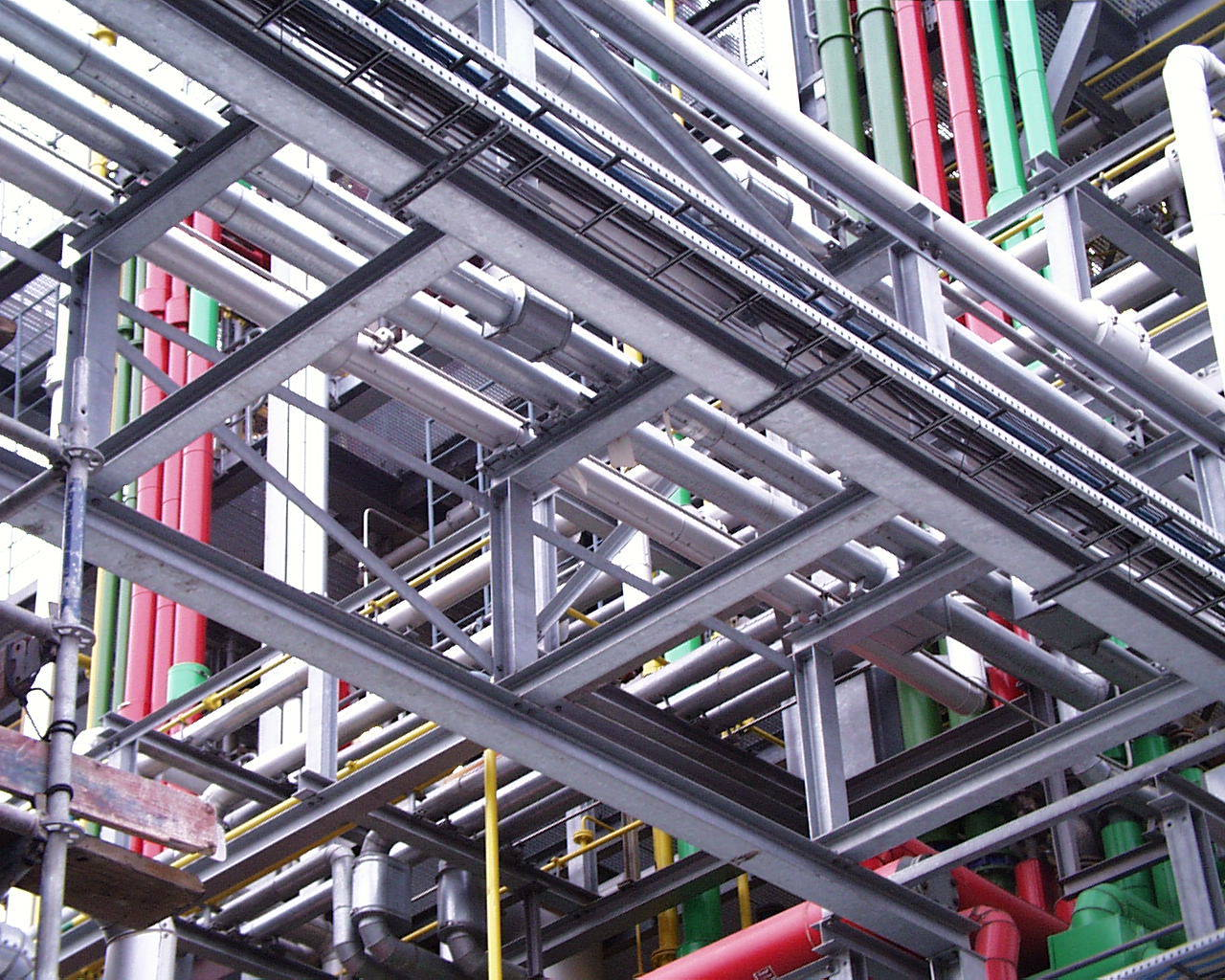
Rohrleitungen in einer chemischen Fabrik

Nach Fertigstellung des Rohrsystems wird in der Regel eine Dichtheitsprüfung durch Abdrücken durchgeführt.
Die vorgesehene einheitliche Rohrleitungskennzeichnung erleichtert Wartungs- und Reparaturarbeiten im Störungsfall.
Als wichtiger Bestandteil technischer Anlagen müssen Rohrleitungen im Zuge der Anlagensicherheit (Betriebssicherheit) gewartet werden. Dies gilt insbesondere für Rohrleitungen, die neben der Dichtheit weitere physikalische Eigenschaften wie einen bestimmten Reibungskoeffizienten oder Wärmedurchgangskoeffizienten erfüllen müssen.
Besondere Vorschriften gelten für druckbelastete Rohrleitungen und die entsprechenden Durchflussmedien, beispielsweise Rohrleitungen für Wasserdampf in Dampfkraftwerken.
Rohrleitungen mit einem inneren Überdruck von mehr als 0,5 bar für entzündliche, leichtentzündliche, hochentzündliche, ätzende, giftige Gase oder Flüssigkeiten sind überwachungsbedürftige Anlagen im Sinne der Betriebssicherheitsverordnung und müssen je nach Gefährdungspotential durch zugelassene Überwachungsstellen oder befähigte Personen vor Inbetriebnahme und regelmäßig innerhalb bestimmter Fristen geprüft werden.
Die Wartung umfasst:
- Prüfmaßnahmen in regelmäßigen Abständen (visuelle Prüfung, zerstörungsfreie Prüfungen (Ultraschall, Röntgen), Druckprüfung, Prüfungen der Auflager, Aufhängungen)
- Korrosionsschutz-Maßnahmen
- Rohrreinigung

Dampfrohrleitungen sind Rohrleitungen, in denen Wasserdampf transportiert wird. Wenn die Gefahr besteht, dass es zu Kondensationen im Betrieb oder im Ab- oder Anfahrvorgang kommt, müssen diese Leitungen mit Gefälle ausgestattet werden, ansonsten kommt es zum Wasserschlag oder zur Beschädigung durch schnell fliegende Tröpfchen, der sogenannten Tropfenerosion. Das Gefälle sollte bei Entwässerungen in Strömungsrichtung immer größer 1 % sein; und falls die Entwässerung gegen die Strömungsrichtung passiert mindestens 5 %, wobei vor Armaturen sogar 5° Gefälle verlangt wird. Vom Planer der Rohrleitung sollte die Einhaltung eines Mindestgefälles von 2 % bei allen möglichen Betriebszuständen, für Rohrleitungen die in Strömungsrichtung, entwässert werden, verlangt werden, damit eine ausreichende Entwässerung sichergestellt wird.

## Werkstoffe

### Kunststoffe
In den vergangenen Jahren haben Rohrleitungen aus Kunststoffen zunehmend an Bedeutung gewonnen. Sie sind mittlerweile mit 54 % Marktanteil und einem Volumen von 2.500.000 Tonnen/Jahr die wichtigsten Werkstoffe für Rohrsysteme in Europa. Am häufigsten werden Systeme aus Polyethylen (PE), vernetztem Polyethylen (PE-X), Polypropylen (PP) und Polyvinylchlorid (PVC-U) in den Bereichen Wasserversorgung, Abwasserentsorgung, Gasversorgung, Wärmeversorgung (nur PE-X und PP) und Industrierohrleitungen eingesetzt.
Auch für die kommenden Jahre wird für Rohrsysteme aus Kunststoff ein kontinuierliches Wachstum erwartet, das sich vor allem für PE auf die Sanierung bestehender Wasserversorgungsleitungen und für PVC-U und PP auf den Abwasserbereich stützt.

### Kupfer
In der Gebäudetechnik werden Rohrleitungen aus Kupfer nach der EN 1057 in drei Härtegraden verwendet:
- Weiche Rohre (R220) werden in Durchmessern von 6 bis 22 mm in Ringen mit 25 m oder 50 m Länge,
- halbharte Rohre (R250) werden in Durchmessern von 12 bis 28 mm in 5 m langen Stangen und
- harte Rohre (R290) werden in Durchmessern von 6 bis 267 mm in 5 m langen Stangen geliefert.[8]

In der Hausinstallation werden meist Rohre mit 12, 15, 18, 22 und 28 mm Außendurchmesser und 1 mm Wandstärke sowie mit 35 und 42 mm Durchmesser und 1,2 mm Wandstärke eingesetzt.
Sonderformen:
- weiches Rohr auf Ringen mit Außendurchmessern von 12 und 14 mm und Wandstärke von 0,7 bzw. 0,8 mm, vornehmlich zur Unterflur- oder Unterputz-Verlegung in der Heizungsinstallation
  - wie oben mit 1 mm starkem Kunststoffmantel, der in feuchter Umgebung Korrosion verhindert, mechanischen Schutz bei der Verarbeitung bietet und die Zwängung durch Längenausdehnung von Heizungs- und Warmwasserrohren vermindert
  - wie oben mit Dämmstoffmantel
- vorummantelte Kupferrohre mit festhaftendem Kunststoffmantel (z. B. PE-RT) und Wandstärken des Kupferrohrs (Cu-DHP) von nur 0,3 bis 0,5 mm, darum auch ohne Werkzeug leicht zu biegen; ähnlich typischem Verbundrohr jedoch ohne dessen innere Kunststoffschicht; Abmessungen 14 × 2, 16 × 2, 18 × 2, 20 × 2, 26 × 3 mm (Außendurchmesser × Wandstärke).[8]

Weiche Rohre dürfen nicht für Gas- und sollten nur bedingt in Solarinstallationen eingesetzt werden.
Die EN 1057 legt als einheitlichen Werkstoff Cu-DHP (Werkstoffnummer CW024A), d. h. sauerstofffreies Kupfer mit mindestens 99,90 % Kupfer sowie zwischen 0,015 % und 0,040 % Phosphor, fest, der in der Regel auch für Löt- und Pressfittings aus Kupfer verwendet wird.

#### Rohrverbindungen
Konisch-, kugelig- oder flachdichtende Verschraubungen können ohne Einschränkungen eingesetzt werden (bei Erdöl jedoch nur bis DN 25).
Verbindungen mit Dichtringen werden als weichdichtend bezeichnet. Weichdichtende lösbare Verbindungen in Gasleitungen nach TRGI müssen zugänglich sein, bei Unterputzverlegungen etwa durch Revisionsöffnungen.
Press-, Klemmring- und Löt-Fittings sind auch mit Gewindeübergängen und Anschlussgewinden erhältlich (Whitworth-Rohrgewinde nach EN 10226-1; kegeliges Außengewinde / zylindrisches Innengewinde).
Kapillarlötfittings nach EN 1254-1, -4 und -5 sowie DVGW Prüfgrundlagen GW 6 und 8
Kupferrohre nach EN 1057 werden mit eingeengten Außendurchmessertoleranzen für die Kapillarlötung gefertigt.
Pressfittings nach DIN 2459 und DVGW-Prüfgrundlagen W 534 (Trinkwasser) sowie G 5614 (Gas)
Diese Pressfittings gibt es in den Größen 12 bis 108 mm. Sie können in Trinkwasser- und Heizungssystemen bis 110 °C und 16 bar eingesetzt werden, in Gasinstallationen bis PN 5 mit speziellen Pressverbindern nach DVGW Prüfgrundlage G 5614. Bei innerhalb von Gebäuden verlegten Leitungen werden die Fittings mit ‘GT/X‘ gekennzeichnet, wobei der Buchstabe X durch den zulässigen Nenndruck (1, 4 oder 5 bar) ersetzt wird.
Pressfittings werden meist mit schwarzen O-Ringen aus EPDM ausgeliefert, die für Trinkwasser bis 85 °C, Regenwasser, Heiz- und Kühlkreisläufe bis 110 °C und ölfreie Druckluft geeignet sind. Bei höheren Temperaturen, etwa in Solarthermieinstallationen (bis ca. 200 °C) und Fernwärme (bis 140 °C), werden O-Ringe aus FKM verwendet, die häufig rot oder grün gefärbt sind. Bei Erdgas und Flüssiggas bis 70 °C, Heizöl bis 40 °C sowie ölhaltiger Druckluft werden gelbe O-Ringe aus HNBR verwendet.
Klemmringverschraubungen nach EN 1254-2 und DVGW-Prüfgrundlage W 534 bis 108 mm, metallisch dichtend oder weich dichtend (mit Dichtring)
Die Einsatzgebiete entsprechen weitgehend denen der Pressfittinge. Bei Heizölleitungen werden metallisch dichtende Klemmringverbinder jedoch nur bis DN 25 eingesetzt, weich dichtende nur mit DVGW-Prüfzeichen und nur für Armaturen- und Geräteanschlüsse. Bei Erdgasleitungen dürfen sie nur mit DVGW-Kennzeichnung, nur bis 28 mm und nur als Anschlussübergang eingesetzt werden, weiche Rohre (vom Ring) erfordern eine innere Stützhülse. In Flüssiggasinstallationen können lösbare Klemmringverschraubungen nicht eingesetzt werden.
Rohrkupplung / Glattrohrverbinder nach DIN 3387-1 (Lösbare Rohrverbindungen für metallene Gasleitungen)
Diese sind einsetzbar für Flüssiggas und Erdgas, letztere jedoch nur mit DVGW-Registrierung. Sie sind nicht geeignet für Heizöl, für Trinkwasser nur mit DVGW-Kennzeichnung.
Steckfittings nach EN 1254-6 und DVGW-Prüfgrundlage W 534
Bögen zum Einschweißen nach DIN 2607
Handwerklich ausgeführte Verbindungen durch Aufmuffen sowie Aushalsen für T-Stücke und Schrägabgänge
Als handwerklich werden Kupferrohr-Verbindungen bezeichnet, bei denen das Rohr mit speziellen Werkzeugen manuell aufgeweitet oder verformt wird.
Handwerklich umgebördelte Rohrenden als Flanschbord sind in der Regel nicht zulässig.
Rohre bis 28 mm Außendurchmesser in Trinkwasser-Installationen dürfen nicht ausgeglüht werden, wie es zum Aufmuffen und Aushalsen erforderlich ist.
Handwerklich gefertigte Abzweige müssen zudem hartgelötet werden. Da Trinkwasserinstallationen bis 28 mm Außendurchmesser nicht hartgelötet werden dürfen, können hier nur Abzweige in größeren Dimensionen sowie Muffenverbindungen und einstufige Reduzierungen handwerklich ausgeführt werden (denn letztere dürfen weichgelötet werden).
In Flüssiggas- und Ölinstallationen dürfen keine handwerklichen Verbindungen ausgeführt werden, in Erdgasinstallationen nur Muffenverbindungen.

#### Verarbeitung
Beim Biegen von Kupferrohr verfestigt sich das Material, bis eine weitere Verformung nicht mehr möglich ist. Um das Rohr wieder zu erweichen, wird das Rohr bis zum Glühen erhitzt, etwa mit der Flamme eines Lötbrenners. In der Trinkwasserinstallation ist das Warmbiegen und Weichglühen nicht zulässig.

#### Verträglichkeit
Kupfer korrodiert durch Kontakt mit Ammoniak und Nitrat im feuchten Milieu. Eine Wärmedämmung der Rohre sollte daher frei von diesen Stoffen sein. Insbesondere Kaltwasserleitungen sollten vor Kondensat geschützt werden. Traditionell wurde das Rohr zum Korrosionsschutz vor weiterer Umhüllung mit Vaseline (Petrolatum) bestrichen oder mit Bandagen umhüllt, die mit Vaseline getränkt waren. Heute werden vielfach Kupferrohre eingesetzt, die ab Werk mit einer Kunststoffumhüllung versehen sind.
Kupferrohr, das mit gipshaltigem Putz in Kontakt kommt, sollte eine Kunststoffumhüllung besitzen oder nachträglich mit einer Bandage aus Klebeband umwickelt werden. Dies gilt insbesondere in feuchten Umgebungen sowie bei Gasinstallationen.

### Edelstahl
In der Gebäudetechnik werden vorwiegend Rohrleitungen aus nichtrostendem Stahl der Qualitäten 1.4520, 1.4521, 1.4571, 1.4401, 1.4404 sowie Cr-Ni-Stahl 1.4301 verwendet.
Cr-Mo-Ti Stähle ohne Nickel werden im Gegensatz zu austenitischen Stählen auch als „ferritische Stähle“ bezeichnet.
Ebenso wie unverzinktes, sogenanntes C-Stahlrohr, sollte der 18/10 Cr-Ni-Stahl 1.4301 wegen der Korrosionsempfindlichkeit nicht für Trinkwasser eingesetzt werden. Während gewöhnlicher Stahl immer korrodiert, hängt es von der Zusammensetzung des Wassers ab, ob auch verzinkter Stahl sowie bestimmte Edelstahllegierungen angegriffen werden. Insbesondere die Stahlsorte 1.4301 ist empfindlich gegenüber Chloridionen. Aber auch bei anderen Edelstahlrohren sollte in Kühl- und Trinkwasserinstallationen der Gehalt an wasserlöslichen Chloridionen einen Wert von 250 mg/l nicht überschreiten. Das Material zur Wärmedämmung von Edelstahlrohren darf nach DIN 1988 Teil 7 keinen größeren Massenanteil an wasserlöslichem Chlorid enthalten als 0,05 %. (Isoliermaterial mit AS-Qualität (s. a. AGI Q135) enthält deutlich weniger Chlorid.)
Edelstahlrohr, das mit gipshaltigem Putz in Kontakt kommt, sollte bei Gasinstallationen mit einer Kunststoffumhüllung versehen werden.
Der Ausdehnungskoeffizient der Sorte 1.4401 liegt mit 0,0165 mm/(m·K) deutlich höher als bei der Sorte 1.4521 mit 0,0104 mm/(m·K), während die Wärmeleitfähigkeit um etwa ein Drittel geringer ist.
Überwiegend werden Edelstahlrohre heute mit Pressfittings verbunden. Die Fittings werden oft aus der Stahlsorte 1.4401 oder aus Rotguss gefertigt. Rotgussfittinge sollten nicht mit Fernwärmeheizungswasser über 120 °C, Sattdampf, aufbereiteten Wässern, Grau- und Schwarzwasser mit pH-Wert über 6, Sprinklerleitungen, sowie trockenen Löschwasserleitungen eingesetzt werden.
Rohre und Fittinge aus Edelstahl sollen in Sanitär- und Heizungsinstallationen keinen direkten Kontakt zu Rohren und Fittingen aus unlegiertem Stahl (C-Stahl bzw. Schwarzstahl) haben.
Der kleinstmögliche Biegeradius von Rohren bis 28 mm Außendurchmesser wird mit dem dreieinhalbfachen Außendurchmesser des Rohres angegeben. Zum Biegen von stärkeren Rohren sind besondere Methoden erforderlich.
| Edelstahl-Rohrwerkstoffe in Sanitär- und Heizungsinstallationen |                    |                                                          | | |             |
| Werkstoffnummer                                                 | Legierung          | Beschreibung                                             | Eigenschaften und Einsatzgebiete | Hersteller-Kennzeichnung                                                                                        | Freigaben   |
| 1.4401 (AISI 316)                                               | X 5 CrNiMo17-12-2  | hochlegierter, rostfreier, austenitischer Cr-Ni-Mo-Stahl | universeller Rohr- und Fittings-Werkstoff für Trinkwasser, Gas usw. | als Rohr blau (VSH & Swiss Fittings), gelb (Nussbaum) oder mit STC Markierung (Hage Fittings und Flansche GmbH) |             |
| 1.4404                                                          | X 2 CrNiMo17-12-2) | wie 1.4401 mit geringerem Kohlenstoffgehalt              | ähnlich 1.4401 | |             |
| 1.4520 (AISI 439)                                               | X 2 CrTi17         | rostfreier ferritischer Cr-Stahl Titan stabilisiert      | nicht geeignet für Trinkwasser; z. B. für geschlossene Kreisläufe (Heizung, Solar, Kühlanlagen), Druckluft, ortsfeste Sprinkleranlagen nach FM oder LPCB, Schiffbau; Alternative zu AISI 304, jedoch ohne Nickel | z. B. schwarz (Nussbaum)                                                                                        | DVGW GW 541 |
| 1.4521 (AISI 444)                                               | X 2 CrMoTi18-2     |                                                          | speziell für Trinkwasser, nicht für Gas zugelassen, nur bedingt für Öle und industrielle Anwendungen, nicht empfohlen für Sprinkler-, Löschwasserleitungen oder Sattdampf >120 °C                                | oft grün (Nussbaum)                                                                                             |             |

Für Regenwasser, nachbehandeltes Wasser (Teil- und vollentsalztes Wasser, entmineralisiertes, entionisiertes, Osmose- und destilliertes Wasser), Solar- und Kühlsysteme, Wasserdampf, Sprinkleranlagen, Druckluft, Vakuum, Öl, Kohlendioxid, Helium, Ethanol, Aceton, Stickstoff, Formiergas, Edelgas und ammoniakhaltige Luft sind alle vier Werkstoffe geeignet.
Laut dem Deutschen Umweltbundesamt ist Edelstahl als Werkstoff für Fittings, Armaturen und Flansche in der Trinkwasserinstallation geeignet.

### Unlegierter Stahl

#### Gewinderohre
Neben Blei- und später Kupferrohren wurden in der Gebäudetechnik vorwiegend sogenannte schwarze Rohre zur Heizungsinstallation und verzinkte Stahlrohre für Trinkwasserinstallationen verwendet. Diese sind als schwere oder mittelschwere, sogenannte Siedrohre normiert.
Die Stahlrohre wurden zur Verbindung mit Rohrgewinden versehen. Unverzinkte Rohre wurden auch verschweißt.

#### C-Stahlrohre bzw. Präzisionsstahlrohre
In der Gebäudetechnik werden vorwiegend sendzimirverzinkte Rohrleitungen verwendet, die unter Umständen zusätzlich einen passivierenden Chromüberzug erhalten. Die Verbindung geschieht meist über Klemm- und Pressfittinge.
Pressfittinge werden beispielsweise aus der Stahlsorte RSt 34-2 gefertigt.
Um Maßhaltigkeit zu gewährleisten, wird nur eine dünne Zinkschicht aufgetragen, die unter Einwirkung von Feuchtigkeit nicht sehr dauerhaft ist. Zur Verwendung in dauerhaft feuchter oder korrosiver Umgebung werden Rohre mit einer Schutzschicht aus Kunststoff angeboten (z. B. Polypropylen-Umhüllung bei VSH/Seppelfricke). Kaltwasserleitungen werden nach DIN 1988 Teil 200 vor Kondensation (und Erwärmung) geschützt.
Rohre für geschlossene Kreisläufe in Heiz-, Kühl- und Solaranlagen sowie für Druckluft werden nur außen verzinkt. Zur Unterscheidung von Edelstahlrohren werden C-Stahl-Rohre von den Herstellern oft mit einer roten Kennzeichnung versehen.
Rohre für Sprinkleranlagen werden innen und außen verzinkt und beispielsweise aus dem Material 1.0031 gefertigt (VSH/Seppelfricke).

### Ausgekleidete Rohrleitungen
Für spezielle Einsatzzwecke sind Rohrleitungen innenbeschichtet mit Kunststoffen wie PTFE oder ausgekleidet wie z. B. mit Zementmörtel bzw. Tonerdezement für Abwasserleitungen um einen Beständigkeit für einen pH von 4,5 bis 9 im Dauerbetrieb zu erreichen.
Trinkwasserversorgung
Rohrleitungen aus duktilem Gusseisen, die als erdverlegte Transportleitungen der Trinkwasserversorgung dienen werden innen mit Zementmörtel im Schleuderverfahren ausgerkleidet. In unausgekleideten Wasserversorgungsleitungen aus Grauguss bzw. Stahl bildet sich eine Kalk-Rost-Schutzschicht, sofern das Wasser nach der Aufbereitung im Kalk-Kohlensäure-Gleichgewicht steht.

### Ummantelte Rohrleitungen

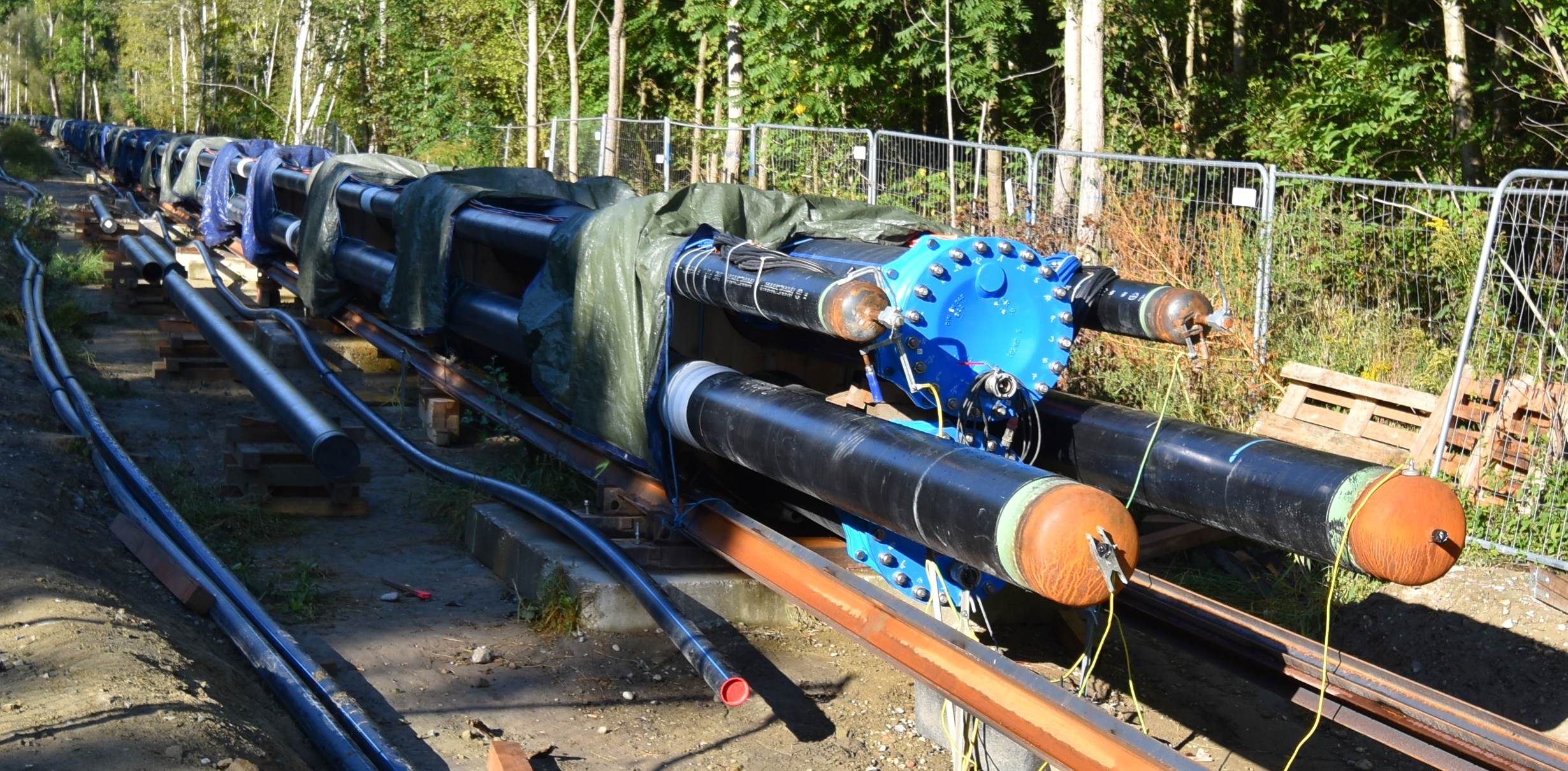
Vier mit Kunststoff ummantelte Rohrleitungen auf einen Rohrwagen, vorbereitet zum Einzug in einen Düker. An den Enden erkennt man den provisorischen Druckprobenabschluss.

Neben der nachträgliche Wärmedämmung werden Rohrleitungen bereits zur Einbaustelle ummantelt geliefert bzw. ummantelt eingebaut. Bei Fernwärmeleitungen dem Kunststoffmantelrohr ist dies Standard. Daneben werden Rohrleitungen auch mit Beton ummantelt, was insbesondere bei der Verlegung unter Wasser üblich ist. So ist die 1.223 Kilometer lange Nordstream-Pipeline um die Rohre zusätzlich noch einen 60 bis 112 mm dicken Betonmantel umhüllt; damit wird einerseits ein zusätzlicher Schutz erreicht als auch der Auftrieb verhindert. Gasleitungen, die aus Stahl gefertigt sind, werden fast immer mit einem Kunststoffmantel versehen ausgeliefert.